# Lutetium-178
Lutetium-178 of 178Lu is een onstabiele radioactieve isotoop van lutetium, een lanthanide. De isotoop komt van nature niet op Aarde voor.
Lutetium-178 kan ontstaan door radioactief verval van ytterbium-178.
{\displaystyle {\ce {{^{178}_{70}Yb}->{^{178}_{71}Lu}+{e^{-}}+{\bar {\nu }}_{e}}}}

## Radioactief verval
Lutetium-178 vervalt door β−-verval tot de stabiele isotoop hafnium-178:
{\displaystyle {\ce {{^{178}_{71}Lu}->{^{178}_{72}Hf}+{e^{-}}+{\bar {\nu }}_{e}}}}
De halveringstijd bedraagt 28,3 minuten.
150Lu · 150mLu · 151Lu · 151mLu · 152Lu · 153Lu · 153m1Lu · 153m2Lu · 153m3Lu · 154Lu · 154m1Lu · 154m2Lu · 155Lu · 155m1Lu · 155m2Lu · 156Lu · 156mLu · 157Lu · 157mLu · 158Lu · 159Lu · 159mLu · 160Lu · 160mLu · 161Lu · 161mLu · 162Lu · 162m1Lu · 162m2Lu · 163Lu · 164Lu · 165Lu · 166Lu · 166m1Lu · 166m2Lu · 167Lu · 167mLu · 168Lu · 168mLu · 169Lu · 169mLu · 170Lu · 170mLu · 171Lu · 171mLu · 172Lu · 172m1Lu · 172m2Lu · 172m3Lu · 172m4Lu · 173Lu · 173mLu · 174Lu · 174m1Lu · 174m2Lu · 174m3Lu · 175Lu · 175m1Lu · 175m2Lu · 176Lu · 176mLu · 177Lu · 177m1Lu · 177m2Lu · 177m3Lu · 177m4Lu · 178Lu · 178mLu · 179Lu · 179mLu · 180Lu · 180m1Lu · 180m2Lu · 181Lu · 182Lu · 183Lu · 184Lu · 185Lu · 186Lu · 187Lu · 188Lu